# Harry Allen (Fußballspieler, 1866)
Harry Allen (* 19. Januar 1866 in Walsall; † 23. Februar 1895 ebenda) war ein englischer Fußballspieler. Der fünffache englische Nationalspieler bestritt in der Frühzeit der Football League 123 Ligaspiele als Mittelläufer für die Wolverhampton Wanderers und führte das Team 1893 als Kapitän zum Gewinn des FA Cups.

## Karriere
Allen, der zunächst in seiner Geburtsstadt bei den Birchill Rangers und Walsall Town spielte, war ab 1883 für drei Jahre bei den Walsall Swifts aktiv und erreichte mit diesem Klub von 1884 bis 1886 drei Mal in Folge das Finale des Birmingham Senior Cups. Dabei erwies sich aber entweder Aston Villa (1884 0:4, 1885 0:2) oder West Bromwich Albion (1886 0:1 im Wiederholungsspiel) als zu stark. Im FA Cup 1883/84 stand Allen mit der Mannschaft in der vierten Runde und unterlag dort Notts County mit 0:4, im FA Cup 1885/86 schied er mit dem Klub gegen die Wolverhampton Wanderers in der dritten Runde aus. Ab 1886 gehörte Allen zum Aufgebot der Wanderers und etablierte sich auf der Position des Mittelläufers. Im Februar 1888 debütierte Allen bei einem 6:1-Erfolg gegen Wales im englischen Nationalteam, in den folgenden beiden Monaten wurde er auch gegen Schottland (5:0) und Irland (5:1) in die Landesauswahl berufen.
Allen bestritt in der Premierensaison 1888/89 der Football League alle 22 Ligaspiele, als das Team in der Endtabelle den dritten Rang belegte. Auch im FA Cup war man in jener Saison erfolgreich, erst im Finale gegen die „Invincibles“ von Preston North End, die zuvor bereits ungeschlagen den Meistertitel gewonnen hatten, erwies man sich beim 0:3 als chancenlos. In den folgenden drei Spielzeiten gehörte Allen weiterhin zum Stammpersonal der Wolves, das Team belegte wiederholt Plätze in der oberen Tabellenhälfte und Allen kam in den Jahren 1889 (2:3, ein Eigentor durch Allen) und 1890 (1:1) zu zwei weiteren Länderspieleinsätzen gegen die schottische Auswahl.
In der Saison 1892/93 erzielten die Wanderers in der Liga mit Platz 11 ihr bis dato schlechtestes Ergebnis, im FA Cup hingegen erreichte man nach 1889 erneut das Finale. Allen führte seine Mannschaft im Finale als Kapitän auf das Spielfeld des mit über 45.000 Zuschauern völlig überfüllten Fallowfield Stadiums in Manchester. Nach einer Stunde Spielzeit erzielte Allen mit einem Distanzschuss den 1:0-Siegtreffer gegen den FC Everton und sorgte damit für den ersten nationalen Titel der Wolverhampton Wanderers. Allen, der unmittelbar vor dem Finale in einem Zeitungsartikel als „der vielleicht ausgezeichnetste Kopfballspieler im Königreich“ porträtiert wurde, stach neben seiner Kopfballstärke auch mit seinem Zweikampfverhalten und als „guter Passgeber, der stets versuchte einen Mitspieler zu finden anstatt den Ball nur hoch nach vorne zu schlagen“ heraus. Im Februar 1894 wurde zu seinen Gunsten ein Benefizspiel zwischen den Wanderers und einer als „Internationals“ bezeichneten Auswahl ausgetragen.
Ein zunehmend schlechter Gesundheitszustand und anhaltende Rückenbeschwerden sorgten schließlich dafür, dass Allen, der im November 1893 sein letztes Pflichtspiel bestritten hatte, im Oktober 1894 nach insgesamt 123 Liga- und 30 Pokalpartien für die Wanderers seine fußballerische Laufbahn beendete. Im Anschluss daran wurde er Kneipenwirt und Kohlehändler in Wolverhampton, er erlag allerdings bereits im Februar 1895 im Alter von 29 Jahren einer Tuberkuloseerkrankung. Er hinterließ seine Ehefrau und eine kleine Tochter, die im August 1895 im Alter von zwei Jahren bei einem Unfall tödliche Brandverletzung erlitt.